# برآفتاب فاضل
برآفتاب فاضل، روستایی در دهستان دنباله‌رود جنوبی بخش قارون شهرستان دزپارت در استان خوزستان ایران است. این روستا، مرکز دهستان دنباله‌رود جنوبی است.

## جمعیت
بر پایه سرشماری عمومی نفوس و مسکن در سال ۱۳۹۵، جمعیت این روستا برابر با ۲۹۴ نفر (۶۹ خانوار) بوده است.